# Navas del Rey
Navas del Rey es un municipio y localidad española de la Comunidad de Madrid. El término municipal cuenta con una población 3347 habitantes (INE 2024).

## Geografía
Navas del Rey está situado en una zona de transición entre la sierra del Guadarrama y la sierra de Gredos. Al norte el municipio limita con la localidad de Robledo de Chavela, al este con las localidades de Chapinería y Colmenar del Arroyo, al sur con Aldea del Fresno y a oeste con Pelayos de la Presa y San Martín de Valdeiglesias. Está situado a 52 km de la ciudad de Madrid, a la que se accede por la carretera M-501.
Junto a otros municipios conforma lo que se denomina la Mancomunidad de Pinares, a través de la cual se canalizan gran parte de la iniciativas surgidas en los distintos municipios que se agrupan en dicha mancomunidad.

### Naturaleza
El municipio de Navas del Rey se sitúa en el suroeste de la Comunidad de Madrid, dentro de la comarca de la Cuenca del río Alberche; su emplazamiento, en la zona de transición entre la sierra del Guadarrama y la sierra de Gredos.
En su término municipal se encuentran especies vegetales y animales de valor ecológico como conejos, retamas y jaras. Al tratarse de una nava, es decir, de un terreno llano sin árboles y semipantanoso o encharcado (principalmente, la dehesa en primavera), dispone de pocos bosques de encinas o pinos situándose la mayoría de éstos en la ribera del embalse de Picadas y según nos aproximemos a Pelayos de la Presa o a Robledo de Chavela. Dispone de un pequeño bosque de pinos a las afueras de la población, denominado La Pinarilla, destinado a satisfacer las necesidades de madera de la población. Más allá de La Pinarilla se extienden campos sin cultivar, retamas y jaras.

## Historia
No se conoce un origen específico de la población de Navas del Rey. Algunos historiadores lo relacionan con el Monasterio de Santa María de Valdeiglesia, del siglo XII, aunque algunos textos recogidos en el Libro de la montería de Alfonso XI, apuntan a que la zona era utilizada por los monarcas para cazar. En las cercanías de la población se encontraba el pabellón de caza de los monarcas castellanos conocido como la casa de La Asperilla, enclavada en una dehesa de propiedad regia conocida como Dehesa Real.
La primera figura que recibió el núcleo urbano llegó en 1774 cuando se reconoció su separación eclesiástica de San Martín de Valdeiglesias. En aquel entonces, el municipio recibió el nombre de la Dehesa de las Navas. El 22 de abril de 1819, el rey Fernando VII otorgó el título de villa al municipio. Hacia mediados del siglo XIX, el lugar tenía contabilizada una población de 292 habitantes. Aparece descrito en el decimosegundo volumen del Diccionario geográfico-estadístico-histórico de España y sus posesiones de Ultramar de Pascual Madoz de la siguiente manera:

NAVAS DEL REY: v. con ayunt. de la prov., aud. terr. y c. g. de Madrid (9 leg.), part. jud. de San Martin de Valdeiglesias (2 1/2), dióc. de Toledo (12). sit. en una hermosa llanura, la combaten los vientos N. y S. El clima es algo frio, y sus enfermedades mas comunes catarros. Tiene 75 casas de mediana fábrica, inclusa la de ayunt., cárcel, escuela de instruccion primaria comun á ambos sexos, á la que concurren 21 niños y 20 niñas, que se hallan á cargo de un maestro dotado con 2,190 rs.; una fuente de escelentes aguas, de las cuales se utilizan los vecinos para sus usos, y una igl. parr. (la Purificacion) con curato de segundo ascenso y provision ordinaria. Confina el térm. N. Robledo de Chávela á 2 leg.; E. Chapinería á 1/2; S. Aldea del Fresno á 1, y O. San Martin de Valdeiglesias á 2 1/2: comprende á la parte E., N. y S. terreno muy poblado de chaparros, pinos, jara y monte bajo, algun viñedo y varios prados con buenos pastos; por su límite O. pasan los r. Alberche y Cofio, los que se unen poco mas arriba del puente de San Juan. El terreno es de regular calidad. caminos los que dirigen á los pueblos limítrofes, en mediano estado. El correo se recibe en Navalcarnero, por baligero, 3 veces á la semana. prod.: trigo, cebada, centeno, avena, garbanzos, hortalizas, algunas frutas, vino, poco aceite y abundantes pastos; mantiene ganado lanar, cabrio, vacuno y de cerda; cria caza de conejos, liebres, algunos corzos y muchas perdices y pesca de barbos, anguilas, bogas, cachos y cangrejos. ind.: la agrícola, un molino harinero y 2 tejares. El comercio está reducido á la esportacion de piñones, maderas y ganado cabrío para Madrid, é importacion de los art. de que se carece. pobl.: 78 vec., 292 alm. cap. prod. imp. y contr.: con San Martin de Valdeiglesias, á cuyo pueblo estuvo agregado para formar ayunt. (V.) el presupuesto municipal asciende á 9,548 rs. que se cubren con el prod. de propios.
(Madoz, 1849, pp. 138-139)

## Demografía
Cuenta con una población de 3347 habitantes (INE 2024).
| Gráfica de evolución demográfica de Navas del Rey entre 1842 y 2021                                                   |
| |
| Población de derecho según los censos de población del INE. Población de hecho según los censos de población del INE. |

## Comunicaciones
En transporte público sólo se puede acceder en autobús. Dicha línea tiene conexión directa con Madrid en el Intercambiador de Príncipe Pío, está operada por CEVESA y es la siguiente:
| Línea | Recorrido                                                                   |
| ----- | --------------------------------------------------------------------------- |
| 551   | Madrid (Príncipe Pío) - San Martín de Valdeiglesias - El Tiemblo / Cebreros |

## Administración y política

### Alcaldes

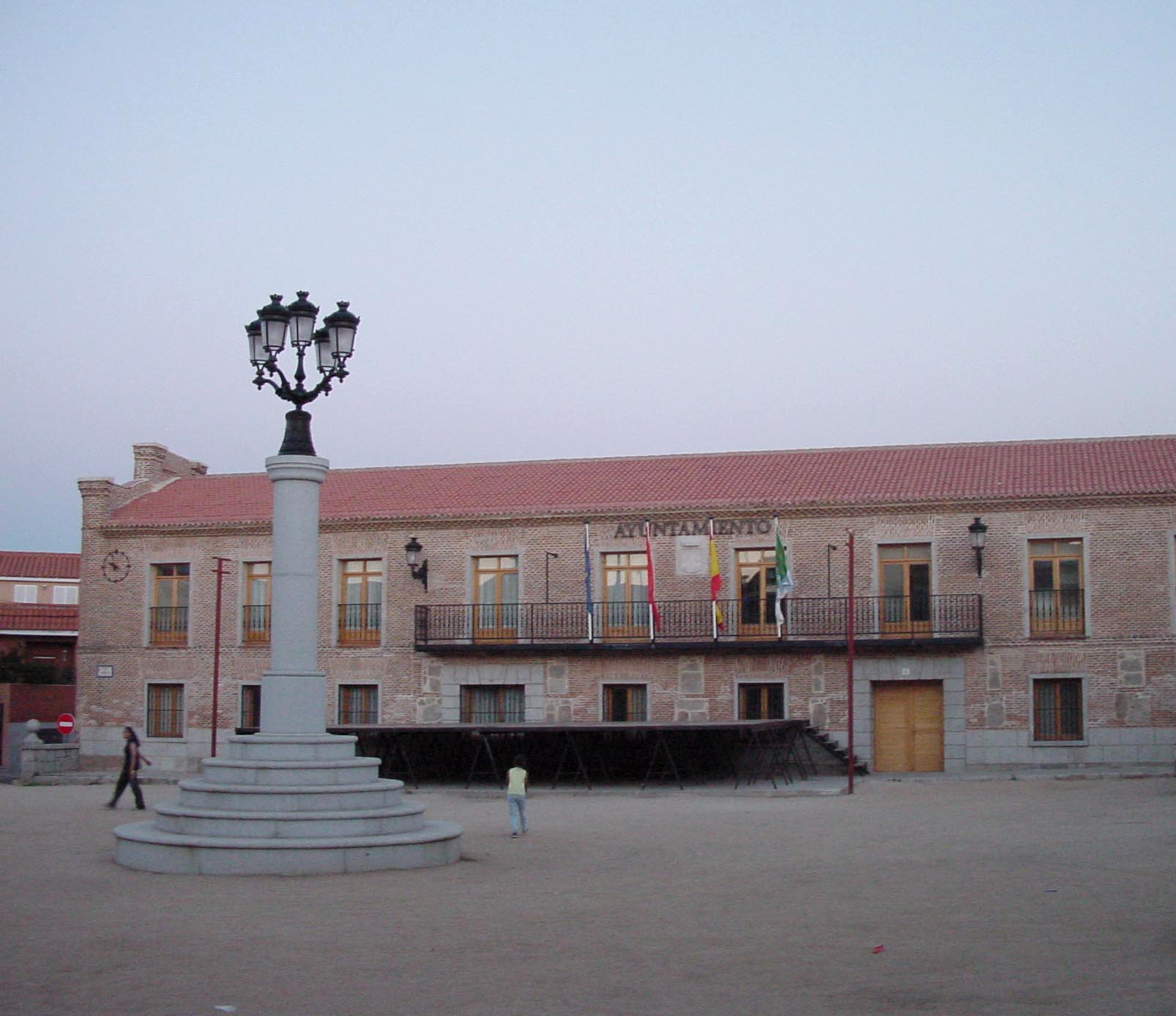
Casa consistorial

| Número | Nombre                         | Período     | Notas           |
| ------ | ------------------------------ | ----------- | --------------- |
| 1      | José Parras                    | 1819 - 1820 |                 |
| 2      | Lope Hernández                 | 1820 - 1823 |                 |
| 3      | José Parras                    | 1823 - 1831 | Segundo mandato |
| n/a    | Dos corregidores por año       | 1832 - 1836 |                 |
| 4      | Julián Sánchez                 | 1836 - 1838 |                 |
| 5      | Luis Hernández                 | 1838 - 1839 |                 |
| 6      | Celedonio Hernández            | 1839 - 1840 |                 |
| 7      | Gregorio Estévez               | 1839 - 1840 |                 |
| 8      | Lorenzo Hernández              | 1841 - 1847 |                 |
| 9      | Manuel Domínguez               | 1841 - 1843 |                 |
| 10     | Manuel Hernández               | 1847 - 1848 |                 |
| 11     | Francisco Sánchez              | 1848 - 1850 |                 |
| 12     | Lorenzo Santos                 | 1850 - 1853 |                 |
| 13     | Francisco Bernardos            | 1853 - 1854 |                 |
| 14     | Juan Hernández                 | 1854 - 1855 |                 |
| 15     | Francisco Sánchez              | 1855 - 1857 | Segundo mandato |
| 16     | Celedonio Hernández            | 1857 - 1857 | Segundo mandato |
| 17     | Francisco Velasco Bassani      | 1857 - 1859 |                 |
| 18     | Celedonio Hernández            | 1859 - 1863 | Tercer mandato  |
| 19     | Galo Hernández                 | 1863 - 1865 |                 |
| 20     | Celedonio Hernández            | 1865 - 1869 | Cuarto mandato  |
| 21     | Francisco Velasco Bassani      | 1869 - 1872 | Segundo mandato |
| 22     | Eugenio Domínguez              | 1872 - 1876 |                 |
| 23     | Pío Sánchez                    | 1876 - 1877 |                 |
| 24     | Pedro Domínguez                | 1877 - 1879 |                 |
| 25     | Lorenzo Santos                 | 1879 - 1883 | Segundo mandato |
| 26     | Narciso Hernández              | 1883 - 1891 |                 |
| 27     | Félix Agustín Panadero         | 1891 - 1891 |                 |
| 28     | Lorenzo Santos                 | 1891 - 1895 | Tercer mandato  |
| 29     | Bernardino Guerra              | 1895 - 1897 |                 |
| 30     | Demetrio Sánchez               | 1897 - 1899 |                 |
| 31     | Alfonso Prieto                 | 1899 - 1902 |                 |
| 32     | Demetrio Sánchez               | 1906 - 1908 | Segundo mandato |
| 33     | Félix Agustín Panadero         | 1904 - 1906 | Segundo mandato |
| 34     | Demetrio Sánchez               | 1906 - 1908 | Tercer mandato  |
| 35     | Alfonso Prieto                 | 1908 - 1910 | Segundo mandato |
| 36     | Francisco Parras               | 1910 - 1911 |                 |
| 37     | Félix Agustín Panadero         | 1911 - 1912 | Tercer mandato  |
| 38     | Sebastián Domínguez            | 1912 - 1914 |                 |
| 39     | Nicolás Domínguez              | 1914 - 1916 |                 |
| 40     | Eugenio Guerra                 | 1916 - 1920 |                 |
| 41     | José María Domínguez           | 1920 - 1922 |                 |
| 42     | Marcelo Parras                 | 1922 - 1923 |                 |
| 43     | Hermenegildo Sánchez           | 1923 - 1924 |                 |
| 44     | Aurelio Espartosa              | 1924 - 1926 |                 |
| 45     | Juan Velasco                   | 1926 - 1930 |                 |
| 46     | Julián Parras                  | 1930 - 1931 |                 |
| 47     | Celestino Santos               | 1931 - 1936 |                 |
| 48     | Antonio Parras                 | 1936 - 1936 |                 |
| 49     | Primitivo Guerra               | 1936 - 1936 |                 |
| 50     | Antonio Parras                 | 1936 - 1936 | Segundo mandato |
| 51     | Mariano Parras Sánchez         | 1936 - 1940 |                 |
| 52     | Francisco Herranz Santos       | 1940 - 1943 |                 |
| 53     | Mariano Díaz Gómez             | 1943 - 1945 |                 |
| 54     | Santiago Panadero Aguado       | 1945 - 1955 |                 |
| 55     | Feliciano Santos Domínguez     | 1955 - 1958 |                 |
| 56     | Manuel Gallego Domínguez       | 1958 - 1962 |                 |
| 57     | Antonio López Domínguez        | 1962 - 1979 |                 |
| 58     | Gerardo Parras Domínguez       | 1979 - 1983 |                 |
| 59     | José Barroso Hernández         | 1983 - 1991 |                 |
| 60     | Mariano Parras Peña            | 1991 - 1995 |                 |
| 61     | Juana María de la Plaza Martín | 1995 - 1999 |                 |
| 62     | Mariano Parras Peña            | 1999 - 2002 | Segundo mandato |
| 63     | Jesús Miguel Teresa Parras     | 2002 - 2003 |                 |
| 64     | Jesús Miguel Teresa Parras     | 2003 - 2007 | Segundo mandato |
| 65     | Jaime Peral Pedrero            | desde 2007  |                 |

## Educación
En Navas del Rey hay 1 guardería (pública), 1 colegio público de educación infantil y primaria bilingüe y un instituto de educación secundaria.

## Cultura

### Museos
En Navas del Rey se encuentra el único museo en España dedicado a la Guardia Civil.[cita requerida]

### Fiestas
- Día de la Libertad: 22 de abril.
- Festividad de San Antonio de Padua: fin de semana próximo al 13 de junio.
- Santísimo Cristo del Amor: fiestas patronales, primer fin de semana de septiembre.[5]
- San Eugenio de Toledo (Patrón de la Villa): 15 de noviembre.
- Día de las Ramas: los vecinos realizan una hoguera en la plaza la noche del 31 de diciembre.[5]